# إيمانويل فوجييه
إيمانويل فريدريك فوجييه (بالفرنسية: Emmanuelle Frederique Vaugier) وهي ممثلة و مغنية و عارضة أزياء و ممثلة تلفزيون كندية ولدت في يوم 23 يونيو 1976 في مدينة فانكوفر في كولومبيا البريطانية في كندا أخذت دور جيسيكا أنجيل في مسلسل سي إس آي : نيويورك ودور ميا في مسلسل رجلان ونصف، إيمانويلي هي من أصل فرنسي وتتقن التكلم بالفرنسية.

## روابط خارجية
- إيمانويل فوجييه على موقع IMDb (الإنجليزية)
- إيمانويل فوجييه على موقع ميتاكريتيك (الإنجليزية)
- إيمانويل فوجييه على موقع روتن توميتوز (الإنجليزية)
- إيمانويل فوجييه على موقع قاعدة بيانات الأفلام العربية
- إيمانويل فوجييه على موقع ألو سيني (الفرنسية)
- إيمانويل فوجييه على موقع تيرنر كلاسيك موفيز (الإنجليزية)
- إيمانويل فوجييه على موقع أول موفي (الإنجليزية)
- إيمانويل فوجييه على موقع قاعدة بيانات الأفلام السويدية (السويدية)
- إيمانويل فوجييه على موقع إن إن دي بي (الإنجليزية)
- إيمانويل فوجييه على موقع قاعدة بيانات الفيلم (الإنجليزية)